# Albert Sauer (Politiker)
Albert Sauer (* 27. Februar 1902 in Ravensburg; † 16. Juni 1981 ebenda) war ein deutscher Politiker der CDU. Er war Kultusminister des Landes Württemberg-Hohenzollern von 1947 bis 1952.

## Ausbildung und Beruf
Albert Sauer entstammte einer Ravensburger Bankiersfamilie und studierte von 1921 bis 1925 Rechtswissenschaften an der Eberhard Karls Universität Tübingen und an der Christian-Albrechts-Universität Kiel. Während des Studiums wurde er Mitglied der katholischen Studentenverbindung AV Guestfalia Tübingen im CV. Sauer wurde 1926 promoviert und legte 1928 das Assessorexamen ab. Von 1928 bis 1945 war er als Rechtsanwalt in Ravensburg tätig. Während der Zeit des Nationalsozialismus gab er jüdischen Nachbarn, katholischen Eltern und Geistlichen sowie verschiedenen Klöstern juristischen Beistand. Nach Ende des Zweiten Weltkriegs kam Sauer für 15 Monate in US-amerikanische und belgische Kriegsgefangenschaft.

## Politische Tätigkeit
In den Jahren 1932 und 1933 gehörte Albert Sauer für die Deutsche Zentrumspartei dem Landtag des freien Volksstaates Württemberg an. 
Nach dem Zweiten Weltkrieg war er Mitbegründer der CDU. Von 1946 bis 1966 war er Oberbürgermeister der Stadt Ravensburg und gestaltete maßgeblich deren wirtschaftliche und gesellschaftliche Entwicklung in der Nachkriegszeit. Von 1946 bis 1947 gehörte er der Beratenden Landesversammlung und danach bis 1952 dem Landtag für Württemberg-Hohenzollern  an. 1946 und 1947 war er Staatssekretär für Kultus, Erziehung und Kunst in Württemberg-Hohenzollern. Von 1947 bis 1952 gehörte er der Regierung Gebhard Müller als Minister für Kultus, Erziehung und Kunst an. In dieser Funktion war er auch Präsident der Kultusministerkonferenz. 
Von 1952 bis 1956 gehörte er der Verfassunggebenden Landesversammlung und dem Landtag von Baden-Württemberg an.

## Sonstige Ämter, Ehrungen und Auszeichnungen
1960 wurde Albert Sauer zum Ehrensenator der Eberhard Karls Universität Tübingen ernannt. 1961 erhielt er das Große Bundesverdienstkreuz mit Stern. 1966 wurde er Ehrenbürger der Stadt Ravensburg. 1970 ernannte ihn der Rat der Gemeinden und Regionen Europas auf Vorschlag des Präsidium „in Anerkennung seines Wirkens um die Einigung der freien Völker Europas und in Wertschätzung seiner Tätigkeit als langjähriger Vizepräsident der Deutschen Sektion im Rat der Gemeinden Europas“ zum Ehrenmitglied.
Seit April 2004 heißt der Platz vor der Oberschwabenhalle Dr. Albert-Sauer-Platz.

## Familie und Privates
Der Bankmanager Hans Dietmar Sauer ist der Sohn von Albert Sauer.
Albert Sauer wurde auf dem Hauptfriedhof Ravensburg beigesetzt.